# 理查德·霍伊斯
理查德·霍伊斯（英語：Richard Hawes，1797年2月6日—1877年5月25日）曾是第二任肯塔基邦联州长及该州的联邦众议员，是很有政治影响力的霍伊斯家族成员。他的弟弟、舅舅和表弟都曾担任联邦众议员，他的孙子哈里·B·霍伊斯曾是联邦参议员。理查德·霍伊斯曾是亨利·克莱的好友，后者创办了美国辉格党，理查德就是以一位热心辉格党人的身份开始了自己的政治生涯。1850年代该党派逐渐瓦解，霍伊斯转为民主党人，他与克莱的关系也逐渐冷却。
内战爆发后，霍伊斯支持肯塔基州的武裝中立教条。1861年该州不再中立后，霍伊斯逃至弗吉尼亚州，并加入了南方邦联汉弗莱·马歇尔将军的部队。肯塔基州邦联政府在拉塞尔维尔成立时有意请霍伊斯来担任州审计员，但他拒绝了，几个月后乔治·W·约翰逊在希洛战役中逝世，霍伊斯当选为新的邦联州长。
霍伊斯与邦联政府随布拉克斯顿·布拉格的田纳西军一起活动，1862年10月布拉格攻入肯塔基州，并在夺取法兰克福后为霍伊斯举行了就职典礼，但这一典礼被唐·卡洛斯·比尔带领的北军所中断，佩里维尔战役后，邦联军队被迫撤出肯塔基州。霍伊斯来到弗吉尼亚州，并在那里继续游说总统傑佛遜·戴維斯再度侵入肯塔基州。
内战接近尾声时，流亡中的肯塔基邦联政府已不复存在，霍伊斯回到位于肯塔基州巴黎的家中。他发誓效忠北方后得以继续从事法律工作，之后当选波旁县法官直至1877年离世。

## 早年生活
理查德·霍伊斯于1797年2月6日出生于弗吉尼亚州加罗林县的鲍灵格林，他的父亲也叫理查德，母亲叫克拉拉·沃克·霍伊斯（Albert Gallatin Hawes），两人一共有11个孩子。霍伊斯家族是个政治世家，理查德的弟弟阿尔伯特·加勒廷·霍伊斯、舅舅艾利特·霍伊斯和表弟艾利特·霍伊斯·巴克纳都曾担任联邦众议员。1810年，霍伊斯一家搬到肯塔基州費耶特縣的列克星敦附近定居。理查德曾在塞缪尔·威尔逊（Samuel Wilson）开办的傑薩曼縣学校接受教育。
1818年11月13日，理查德与列克星敦的海蒂·莫里森·尼古拉斯（Hetty Morrison Nicholas）结婚。他在特兰西瓦尼亚大学进行古典研究，之后又在罗伯特·C·威克利弗手下学习法律。1818年，霍伊斯通过了律师资格考试，并开始与威克利弗成为法律合作伙伴。不过由于列克星敦的从业律师已经很多，霍伊斯于1824年搬到了温彻斯特，并在这里和本杰明·H·巴克纳（Benjamin H. Buckner）一起开设了一家生产绳子和袋子的工厂。

### 从政生涯
1828年，霍伊斯以辉格党人身份当选为代表克拉克县的肯塔基州众议员。1832年，身为州民兵的霍伊斯参与了黑鹰战争，后于1834年回到肯塔基州众议院。1834年他还参加了联邦众议员的选举，但没有当选，3年后代表亨利·克莱的愛許蘭选区成功当选，于1837年3月4日至1841年3月3日任联邦众议员。1843年，霍伊斯移居肯塔基州巴黎，继续从事法律工作。
霍伊斯曾是克莱的亲密朋友，但到了1848年美国总统选举时，霍伊斯选择了扎卡里·泰勒而非克莱当选总统，两人的友谊也从此冷却。1850年代辉格党瓦解后，霍伊斯成为民主党人，1856年总统选举中他支持了詹姆斯·布坎南，1860年则支持了约翰·C·布雷肯里奇。
霍伊斯虽然对亚伯拉罕·林肯在1860年总统选举中当选感到震惊，但他反对分裂国家，支持武装中立政策。1861年5月，霍伊斯、布雷肯里奇和肯塔基州长比利亚·马戈芬在一次会议上代表南方视角来决定肯塔基州在内战中的立场，1861年9月，霍伊斯又出席了另一次同类型的会议，这两次会议都没有达成一致意见。
1861年7月，霍伊斯和其他立场相近的民主党人起草了一位针对波旁縣人民的演说，指责共和党人发动内战，谴责联邦政府胁迫各州留在联邦中的做法，并警告人民称林肯政府企图结束奴隶制。演说中要求结束战争，承认美利坚联盟国的主权国家地位，对所有联邦财产和国家债务公平分配。

### 军旅生涯
1861年9月，肯塔基州放弃中立，霍伊斯逃至弗吉尼亚州以免被联邦部门监禁。他在这里加入了邦联将军汉弗莱·马歇尔的旅团并被授予少校军衔。虽然他在困难条件下为马歇尔的部队获取补给的能力值得称道，但已64岁并且缺乏军事经验的霍伊斯对马歇尔来说价值仍然有限，并且他经常越级直接和联邦战争部长犹大·本杰明沟通的做法也和马歇尔格格不入。
1861年11月，肯塔基州邦联政府在该州拉塞尔维尔召开邦联州主权会议，委任霍伊斯担任邦联州政府审计员，但他为了继续在军中服役而拒绝了这一任命。不过他在1862年1月25日写给邦联总统戴维斯的信中告知对方，自己正应邦联州长乔治·W·约翰逊的请求前往鮑靈格林帮助对方管理州政府。两天后他辞去了军中职务，但前往鮑靈格林的时间因染上伤寒而推迟。

## 肯塔基州邦联州长

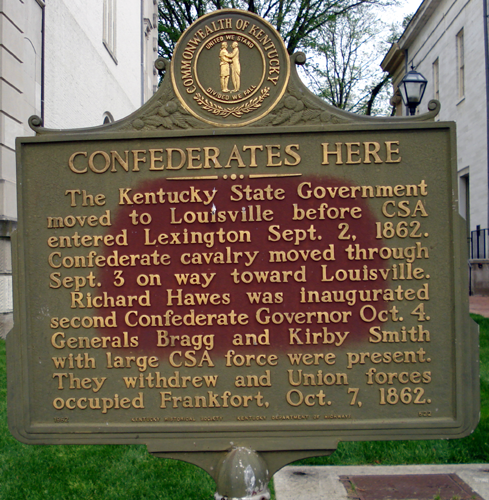
位于法兰克福的一个历史标志牌上记录霍伊斯就职成为邦联州长

乔治·W·约翰逊在希洛战役中逝世后，临时邦联政府的十位立法会议员在拉塞尔维尔的会议上通过决议，选择霍伊斯继任约翰逊的州长一职（根据当时的规定，这些议员不能成为候选人）。霍伊斯于是成为这个群龙无首四处游荡影子政府的成员，并与田纳西军一起活动，于5月31日正式宣誓就职:93。
田纳西军统帅布拉克斯顿·布拉格将军一直在考虑打入肯塔基州。8月27日，霍伊斯被派往里士满向总统杰弗逊·戴维斯推荐进军肯塔基，但戴维斯没有接受这一建议。尽管如此，布拉格和埃德蒙·柯比·史密斯还是决定进军，而肯塔基邦联政府的领导人则留在田纳西州的查塔努加等待霍伊斯的归来。9月18日他们离开了查塔努加，并于10月2日和布拉格、史密斯在肯塔基州的列克星敦会合。
布拉格希望在州内执行邦联征兵法，因此决定在新近攻下的州首府法兰克福组建临时政府，典礼于1862年10月4日举行，汉弗莱·马歇尔先做了开幕致辞，然后布拉格将军引荐州长霍伊斯:95。霍伊斯发表了一段冗长的就职演说，宣称联盟无法恢复这点已经成为事实:95。他承诺在可行之时召开会议建立一个永久性的政府，并谴责北方联邦解放奴隶的目标:95。然而，邦联军队在就职典礼的庆祝气氛中放松了警惕，被唐·卡洛斯·比尔将军带领的北军伏击后不得不撤退。霍伊斯之后否认自己曾经就职，并成为布拉格将军直言不讳的批评者。
离开肯塔基州后，各立法会议员分散到了不同的地方，或自谋生路，或依靠亲属资助生活，等待州长霍伊斯召集他们召开会议。少数记录显示霍伊斯曾在1862年12月30日召集议员、审计和财务官于1863年1月15日到田纳西州的阿森斯（Athens）开会。霍伊斯曾试图说服戴维斯总统解除自己以前的上级汉弗莱·马歇尔将军的职位，但没有成功。3月4日，霍伊斯在给戴维斯的信中告诉对方“我们的事业正稳步增长”，并保证再度进军肯塔基州将会获得比上次更好的战果。:96-97
州政府仍旧处于财政困境之中，霍伊斯感到难堪地承认，他或别的任何人都不知道肯塔基州于邦联占领期间曾有约45000美元资金从哥伦布送往了孟菲斯:97。对该州财政的另一个重大打击是戴维斯决定不允许霍伊斯动用已于1861年8月秘密拨款用来帮助肯塔基州保持中立的100万美元。戴维斯的理由是，如今肯塔基州已经成为邦联的一部分，所以已不能用于其预定的目的。
到了1864年，霍伊斯来到弗吉尼亚州一个名叫“内利斯福特”（Nelly's Ford）的小村庄，他的妹妹就住在这里，他的妻子和女儿随后前来团聚:97。这里距里士满仅有约161公里，所以霍伊斯可以方便地前往邦联首都面见总统戴维斯:97。记录显示，一直到1864年9月16日，霍伊斯仍然期盼着邦联会再度进军肯塔基州:97。这年夏天，田纳西第9骑兵队的·阿尔斯通（R. A. Alston）上校请求州长霍伊斯协助调查约翰·亨特·摩根将军擅自进军肯塔基州期间所涉嫌的犯罪行为。不过，由于摩根之后于8月10日被停职，又于这年9月4日被北军击毙，霍伊斯始终没有参与这一调查。

## 晚年生活和逝世
霍伊斯在内利的福特一直呆到1865年5月，确定回到肯塔基州也不会有什么危险后，他回到了巴黎，发现自己的家已经被北军烧毁。他有四个儿子加入了邦联军队，其中还包括詹姆斯·莫里森·霍伊斯准将，但只有三个儿子在战争结束后回到家中。1865年9月18日，霍伊斯宣誓效忠联邦，然后得以继续从事以前的律师工作。
1866年，霍伊斯获选担任波旁县法官。他以这一身份作出的最知名裁决是撤消了肯塔基州自由民管理局的学徒合同:38。霍伊斯作出这一判决的依据是，自由民管理局的权力只能在参与叛乱的州中行使，但肯塔基在内战期间属于武装中立州:38。霍伊斯还曾于1866年被选为巡回法院主审法官。1871年，霍伊斯提到自己可能会成为肯塔基州长候选人:38。1876年，他帮助所在党派构建了对海斯和塞缪尔·蒂尔顿总统选举争议的回应方案:38。1877年5月25日，理查德·霍伊斯在肯塔基州巴黎逝世，遗体下葬在巴黎公墓，终年80岁。

## 扩展阅读
- Lowell Hayes Harrison (编). . Lexington, Kentucky: The University Press of Kentucky. 2004. ISBN 0-8131-2326-7.